# Victoria II
Victoria II ist der zweite Ableger der namentlich an die englische Königin Victoria angelehnten Echtzeit-Globalstrategiespiel-Serie des Entwicklers Paradox Interactive. Die Serie ist im Zeitalter der industriellen Revolution und des Imperialismus angesiedelt. Der zweite Teil wurde im Jahre 2010 sowohl für Windows und Mac OS veröffentlicht. Der Vorgänger aus dem Jahr 2003 heißt Victoria – An Empire Under The Sun. Ein weiterer Nachfolger namens Victoria 3 erschien 2022 und führte die Serie fort.

## Spielprinzip
Das Spiel beginnt im Jahr 1836 und der Spieler lenkt die Geschicke einer Nation und steuert Wirtschaft, Politik, Forschung, Innen- und Außenpolitik sowie Kriegsführung. Es sind Nationen aus aller Welt spielbar, darunter große (z. B. Deutsches Reich/Preußen, USA, Russland, Österreich/Österreich-Ungarn usw.) wie auch kleinere (z. B. Siam, Persien, Portugal).
Ziel des Spiels ist, so viele Siegpunkte wie möglich zu erlangen. Die Punkte werden nach drei Kategorien unterteilt:
- Prestige – Kolonien beanspruchen, Kriege gewinnen, Forschung voranbringen oder historische Ereignisse absolvieren.
- Industrie – das Errichten von Fabriken, der Wechsel von Arbeitern und Farmern hin zu Fachkräften und die Verbesserung der Infrastruktur.
- Militär – die Größe und Qualität der Armee sowie der Marine.

Es gibt acht Großmächte und außerdem unabhängige, unzivilisierte Nationen sowie Satellitenstaaten und Dominions. Der Spieler ist angehalten seine Nation wirtschaftlich, kulturell und politisch zu entwickeln.
Viele auftauchende Ereignisse stellen dabei den historischen und politischen Verlauf im Zeitalter der industriellen Revolution und des Imperialismus nach. Jedoch hat der Spieler jederzeit die Möglichkeit ahistorische Entscheidungen zu treffen. Die Komplexität des Spiels sowie die bei jedem Neustart unterschiedlichen Ausgangspositionen schaffen neue Herausforderungen und erhöhen somit den potentiellen Wiederspielwert.

### Steuerung
Die in Provinzen unterteilte Weltkarte wird in einer zoombaren Draufsicht dargestellt. Dabei kann man zwischen verschiedenen Ansichten wählen, z. B. Politisch, Geographisch, Aufstandsgefahr etc. Das Spiel läuft in Echtzeit mit wählbarer Geschwindigkeit ab, kann aber jederzeit pausiert werden. Befehle können auch während der Pause vergeben werden. Die Steuerung erfolgt mit Maus und Tastatur.

### Spielmodi
Im Einzelspieler-Modus übernimmt der Spieler eine Nation, während die anderen Nationen von der KI kontrolliert werden. Dabei wird jedes Land einzeln berechnet. Allianzen zwischen allen Nationen sind die Regel, sowohl zwischen der vom Spieler gesteuerten Nation und anderen computergesteuerter Nationen als auch unter den computergesteuerter Nationen untereinander. Auch führen die computergesteuerten Nationen ggf. Krieg gegeneinander oder gegen den Spieler. Beim Mehrspieler-Modus werden mehrere Nationen von Spielern übernommen, am Spielprinzip ändert sich dadurch jedoch nichts.

## Add-ons

### A House Divided
Am 2. Februar 2012 erschien das Add-on A House Divided
Spieltechnische Features
- Ein neuer Startpunkt in 1861 ermöglicht Spielern, den amerikanischen Bürgerkrieg komplett zu erleben.
- Es gibt die Möglichkeit Kriegsgründe gegen andere Nationen zu erschaffen.
- Neue Reformen um unzivilisierte Nationen zu zivilisieren wurde hinzugefügt.
- Infrastrukturen und Fabriken können in anderen Ländern gebaut werden um eine engere Beziehung zu etablieren.
- Ein noch tieferes politisches System mit neuen Optionen und neuen Typen von Reformen.
- Ein neues System von Reformationen, welches beschwichtigen oder unterdrücken, jedoch bei Missachtung, zu einer Revolution führen kann.

### Heart of Darkness
Am 16. April 2013 erschien das Add-on Heart of Darkness
Spieltechnische Funktionen
- Neues System für die Kolonialisierung, die Flotte soll dabei eine weitaus größere Rolle spielen als früher.
- Verbesserung der Seeschlachten.
- Ein neues System internationaler Krisen, Großmächte können Konflikte friedlich lösen, ohne gleich einen Krieg zu entfachen.
- Neuigkeiten werden nun auch in Zeitungsform angezeigt.
- Mobilisierungssystem geändert. Armeen werden jetzt nicht mehr sofort und ohne Organisation mobilisiert, sondern über Zeit.

## Rezeption
Das Spiel erhielt von der Fachpresse Kritik wegen seiner trockenen Präsentation und Grafik, wurde jedoch wegen seiner Komplexität und Tiefgang gelobt.
Wertungen:
- GameStar: 75/100[4]
- 4Players: 77 %[5]

Victoria II erhielt einen Metascore von 75, während der Userscore bei 8,1 liegt.

## Fortsetzung
Auf der PDXCon Remixed, der offiziellen Ankündigungsveranstaltung von Paradox Interactive im Jahr 2021, wurde am 21. Mai die Fortsetzung Victoria 3 vorgestellt. Letztlich erschien der dritte Ableger der Spieleserie am 25. Oktober des darauffolgenden Jahres.
Die nennenswertesten Neuerungen fanden auf der technischen Ebene statt und erlaubten die Darstellung einer dreidimensionalen Karte und von verbesserten animierten Charaktermodellen. Die Entwickler legten Wert auf eine vollständige Abbildung der Welt, wie sie sich in der historischen Epoche darstellte. Es war ihnen daher wichtig, auch die rückständigeren Regionen der Welt und die nichtarbeitende Bevölkerung ins Spiel einzubauen.